# プラハ・フィルハーモニア
プラハ・フィルハーモニア（チェコ語：Pražská komorní filharmonie；英語: Prague Philharmonia）は、チェコ・プラハに本拠地がある室内オーケストラである。

## 沿革・概要
1992年に設立されたプラハ室内フィルハーモニーを母体として、1994年にイルジー・ビエロフラーヴェクにより創設される。以来ビエロフラーヴェクが芸術監督兼首席指揮者を務めていたが、2005年にビエロフラーヴェクが退き、カスパル・ツェーンダー（Kaspar Zehnder）が首席指揮者を務めた。2008年から2015年までビエロフラーヴェクの弟子であるヤクブ・フルシャ、2015年からエマニュエル・ヴィヨームが首席指揮者を務める。
オーケストラメンバーは約50人。レパートリーは古典派から20世紀の音楽まで幅広く扱っている。「プラハの春」でのコンサートや海外公演も積極的に行っている。

## 録音
主なレコーディングとして、イルジー・ビエロフラーヴェク指揮による各種協奏曲集、モーツァルト交響曲集やドヴォルザークの歌劇「がんこな連中」、マグダレーナ・コジェナー独唱・ミシェル・スヴィエルチェフスキ指揮でモーツァルト・グルック・ミスリヴェチェクのオペラ・アリア集、ヒューナ・ユー独唱・佐藤俊太郎指揮でバッハ・モーツァルトのアリア集などがある。